# Sơn Tinh
Sơn Tinh (chữ Hán: 山精), auch Tản Viên Sơn Thánh (傘圓山聖), ist eine Berggottheit (bzw. ein Geistwesen) der vietnamesischen Mythologie. Er gilt als „Herr der Berge“ und hat seinen Sitz auf dem nach ihm benannten Berg Tản Viên. Im daoistisch geprägten Volksglauben wird er als einer der Vier Unsterblichen verehrt, insbesondere als Schutzpatron gegen Überschwemmungen.
Zu seiner Herkunft gibt es verschiedene Varianten; meist wird er als eines der hundert Kinder des Drachenherrschers Lạc Long Quân und dessen Gemahlin, der Bergfee Âu Cơ, angesehen (wobei er zunächst dem Vater zum Meer folgte und erst später ins Hochland zurückkehrte).

## Sage vom Kampf zwischen Sơn Tinh und Thủy Tinh
Eine der bekanntesten vietnamesischen Sagen handelt vom Wettstreit zwischen dem Berggott Sơn Tinh und dem befreundeten Wassergott Thủy Tinh, die beide die Hand der Prinzessin Mỵ Nương Ngọc Hoa gewinnen wollten. Deren Vater, der achtzehnte Hùng-König, konnte sich zwischen den beiden Kandidaten nicht entscheiden und stellte ihnen schließlich die Aufgabe, mehrere äußerst schwer zu beschaffende Hochzeitsgeschenke zu finden und als Erster vorbeizubringen. Sơn Tinh konnte diese Herausforderung mittels eines Tricks gewinnen und heiratete die Prinzessin.
Thủy Tinh fühlte sich betrogen. Rasend vor Zorn erzeugte er Unwetter und Sturmfluten und griff mit diesen Wassermassen Sơn Tinh an. Dieser konnte  den Angriff abwehren, indem er die Berge erhöhte und Deiche errichtete. Der Wassergott gab aber nicht auf und greift seitdem jedes Jahr immer wieder das Land an – so kommt es zum Monsunregen.